# Mulberry (Florida)
Mulberry is een plaats (city) in de Amerikaanse staat Florida, en valt bestuurlijk gezien onder Polk County.

## Demografie
Bij de volkstelling in 2000 werd het aantal inwoners vastgesteld op 3230.
In 2006 is het aantal inwoners door het United States Census Bureau geschat op 3196, een daling van 34 (-1.1%).

## Geografie
Volgens het United States Census Bureau beslaat de plaats een oppervlakte van
8,3 km², waarvan 7,9 km² land en 0,4 km² water. Mulberry ligt op ongeveer 43 m boven zeeniveau.

## Plaatsen in de nabije omgeving
De onderstaande figuur toont nabijgelegen plaatsen in een straal van 16 km rond Mulberry.